# Josefa Salas Mateo
Josefa Salas Mateo (14 juillet 1860 – 27 février 1973) est une supercentenaire espagnole reconnue comme la doyenne de l'humanité du 10 juillet 1972 jusqu'à la date de sa mort. Son âge a été vérifié par le Guinness World Records et validé par le Groupe de recherche en gérontologie (GRG).

## Biographie
Josefa Salas Mateo naît le 14 juillet 1860 à Prado del Rey, dans la province d'Andalousie en Espagne.
Elle décède le 27 février 1972 à Tarifa, dans la province d'Andalousie en Espagne, à l'âge de 112 ans et 228 jours.

## Records de longévité
Josefa Salas Mateo prétendait être plus âgée d'un an que ce qui était confirmé (des articles de presse espagnols contemporains révèlent qu'elle prétendait être née en 1859, ce qui lui aurait valu 113 ans à son décès et 14 jours d'avance sur Delina Filkins).
Josefa Salas Mateo a longtemps détenu le record espagnol avant d'être dépassée dans les années 1990 par Carmen Figueiro, le 13 juin 1996. Elle fut la dernière détentrice du titre de WOP à obtenir ce titre avant d'atteindre le statut de supercentenaire. Salas fut la première supercentenaire espagnole certifiée, et également la première personne décédée à 112 ans. Elle fut la dernière personne à devenir la doyenne vivante avant de devenir supercentenaire, devenant la doyenne du monde à 109 ans et 181 jours. Elle était également la plus jeune à figurer sur la liste depuis sa création en 1955, étant 18 jours plus jeune que John Mosely Turner au début de son titre et 21 jours plus jeune que Hannah Smith. Salas était également la dernière personne survivante reconnue née en 1860.